# Charles du Fresne, sieur du Cange
Charles du Fresne, sieur du Cange (Amiens, 1610. december 18. – Párizs, 1688. október 23.) francia filológus, történész. A neve előfordul Ducange alakban is. 

## Élete
Louis Du Fresne, sieur de Frédeval et du Cange, az Amiens melletti Beauquène királyi intézőjének ötödik fia volt. A 
jezsuitáknál jogot tanult és több évig jogászként dolgozott, majd királyi kincstárnok lett. Hivatali kötelezettségei mellett 
történeti kutatásokat folytatott. 
Legfontosabb könyve a Glossarium mediae et infimae Latinitatis (Párizs, 1678), mely a középkori és korai görög nyelv tíz évvel később kiadott glosszáriumával együtt a ma is gyakran idézett mű. Úttörő munkássága során elkülönítette a középkori latin és görög nyelvet azok korábbi formáitól, amivel megalapozta a nyelvtörténeti kutatásokat. Több nyelvet is megtanult és széles körű levelezést folytatott, hogy fő tudományos területének, a középkori és bizánci stúdiumoknak szentelhesse figyelmét. Több bizánci történetíró művét adta ki. Mélyreható ismeretekkel rendelkezett a régészet, földrajz és a jog területén is. Művei jelentős része kéziratban maradt. 
Értékes heraldikai munkásságot is kifejtett. Kiadta családja címerével ellátott 
genealógiáját is. De familiis Byzantinis című genealógiája a bizánci történelemre vonatkozó legfontosabb 
művek közé tartozik.

## Művei
- Traité historique du chef de saint Jean-Baptiste. Paris, 1665
- Glossarium ad scriptores mediae et infimae latinitatis. I-III. Paris, 1678
- Historia byzantina duplici commentario illustrata. I-II. Paris, 1680
- Glossarium ad scriptores mediae et infimae Graecitatis : Glossarium ad scriptores mediae et & infimae Graecitatis : in quo Graeca vocabula novatae significationis … ; ex libris ed., inded., veteribusque monumentis… Lugduni (Lyon): Posuel. I-II. 1688 2. kiadás: Paris, 1905

## Kiadói tevékenysége
- Geoffroy de Ville-Hardouin: Histoire de l'Empire de Constantinople sous les empereurs françois. I-II. Paris, 1657
- Jean de Joinville: Histoire de Saint Louis Roi de France. Paris, 1668
- Johannes Kinnamos: Historiarum de rebus gestis a Joanne et Manuele Comnenis. Paris, 1670
- Johannes Zonaras: Annales ab exordio mundi ad mortem Alexii Comneni (szerk.). I-II. Paris, 1686
- Chronicon Paschale : a mundo condito ad Heraclii Imperatoris annum vigesimum (halála után kiadta Étienne Baluze). Paris, 1688